# 巴克斯冰川
74°15′S 62°0′W / 74.250°S 62.000°W
巴克斯冰川是南極洲的冰川，位於帕爾默地，處於赫頓山脈地區，美國地質調查局根據測量和該國海軍的空中照片繪入地圖，以物理學研究員命名，現時由南極條約體系管理。